# ジョルジュ・ランジュラン
ジョルジュ・ランジュラン（George Langelaan, 1908年1月19日 - 1972年2月9日）は、イギリス国籍のフランス語作家。
イギリス人の両親の間にパリで生まれ、父の仕事の都合上、ロンドンとパリを往復しつつ育った。結果、英語・フランス語のバイリンガルとなる。ジャーナリストを経て、第二次世界大戦では語学的技能を生かしSOE（イギリスの諜報機関）のエージェントの職を経験する。
戦後はフランスで記者生活に戻る。その傍ら、フランス語で創作を始めた。代表作は中編『蝿』（La Mouche, 1957年）。これは物質電送を試みた天才科学者とその妻の悲運を描いたSF的作品で、2度にわたり映画化もされた（『ハエ男の恐怖』1958年、『ザ・フライ』1986年）。実体験を元にスパイ小説も書いている。

## 著作リスト
- Torpillez la torpille (1964) 『魚雷をつぶせ』早川書房（1965年）
- Nouvelles de l'Anti-Monde (1962) 『蝿』早川書房（1965年）
  - La Mouche 「蝿」
  - Le Miracle 「奇蹟」
  - Chute dans L'oubli 「忘却への墜落」
  - La Dame D'outre-Nulle Part 「彼方のどこにもいない女」
  - Le Tiger Récalcitrant 「御しがたい虎」
  - L'autre Main 「他人の手」
  - De Fauteuil en Deduction 「安楽椅子探偵」
  - La Tournée du Diable 「悪魔の巡回」
  - La Derniére Traversée 「最終飛行」
  - Robots Pensants 「考えるロボット」

ほか、未訳作品多数。

## 参考資料
- 『蝿（異色作家短篇集 16）』（早川書房、1965年）の巻末「訳者あとがき」（稲葉明雄）